# Birmingham Grand Prix 2016
Il Birmingham Grand Prix 2016 è stato la 19ª edizione dell'annuale meeting di atletica leggera; le competizioni hanno avuto luogo all'Alexander Stadium di Birmingham, il 5 giugno 2016. Il meeting è stato la sesta tappa del circuito IAAF Diamond League 2016.

## Programma[1]
| #  | Orario | Specialità       |
| -- | ------ | ---------------- |
| 1  | 13:41  | 100 metri        |
| 2  | 14:09  | Salto in alto    |
| 3  | 14:31  | 3000 metri siepi |
| 4  | 14:47  | Lancio del disco |
| 5  | 14:50  | 1500 metri       |
| 6  | 14:57  | Salto in lungo   |
| 7  | 15:37  | 400 metri        |
| 8  | 15:46  | 200 metri        |
| 9  | 16:05  | 600 metri        |
| 10 | 16:15  | 3000 metri       |

| #  | Orario | Specialità             |
| -- | ------ | ---------------------- |
| 1  | 12:45  | Salto con l'asta       |
| 2  | 12:55  | Lancio del giavellotto |
| 3  | 13:20  | 1500 metri             |
| 4  | 13:27  | Salto triplo           |
| 5  | 13:51  | 400 metri              |
| 6  | 13:56  | Getto del peso         |
| 7  | 14:04  | 400 metri ostacoli     |
| 8  | 15:00  | 800 metri              |
| 9  | 15:08  | 100 metri ostacoli     |
| 10 | 15:17  | 5000 metri             |
| 11 | 15:53  | 100 metri              |

     Specialità valide per la Diamond League

## Risultati
Di seguito i primi tre classificati di ogni specialità.

### Uomini
| Specialità       |                    | Prestazione | 2º classificato       | Prestazione | 3º classificato        | Prestazione |
| 100 m            | Kim Collins        | 10"11       | Mike Rodgers          | 10"11       | Chijindu Ujah          | 10"12       |
| 200 m            | Andre De Grasse    | 20"16       | Alonso Edward         | 20"17       | Sean McLean            | 20"24       |
| 400 m            | Kirani James       | 44"23       | Isaac Makwala         | 44"97       | Vernon Norwood         | 45"08       |
| 600 m            | David Rudisha      | 1'13"10 DLR | Pierre-Ambroise Bosse | 1'13"21     | Erik Sowinski          | 1'15"06     |
| 1500 m           | Asbel Kiprop       | 3'29"33     | Abdalaati Iguider     | 3'33"10     | Nick Willis            | 3'34"29     |
| 3000 m           | Mo Farah           | 7'32"62     | Mathew Kiptanui       | 7'44"16     | Hillary Kipkorir Maiyo | 7'44"99     |
| 3000 m siepi     | Conseslus Kipruto  | 8'00"12     | Paul Kipsiele Koech   | 8'10"19     | Barnabas Kipyego       | 8'14"74     |
| Salto in alto    | Mutaz Essa Barshim | 2.37 m      | Erik Kynard           | 2.35 m      | Zhang Guowei           | 2.32 m      |
| Salto in lungo   | Marquise Goodwin   | 8.42 m      | Michael Hartfield     | 8.29 m      | Fabrice Lapierre       | 8.21 m      |
| Lancio del disco | Piotr Małachowski  | 67.50 m     | Robert Harting        | 65.97 m     | Robert Urbanek         | 64.12 m     |

     Atleti al primo posto della classifica di specialità
     Prestazione che stabilisce il nuovo record del meeting.

### Donne
| Specialità             |                    | Prestazione | 2º classificato      | Prestazione | 3º classificato   | Prestazione |
| 100 m                  | English Gardner    | 11"02       | Dafne Schippers      | 11"09       | Tianna Bartoletta | 11"11       |
| 400 m                  | Floria Gueï        | 50"84       | Christine Day        | 51"09       | Morgan Mitchell   | 51"25       |
| 800 m                  | Francine Niyonsaba | 1'56"92     | Rénelle Lamote       | 1'58"01     | Melissa Bishop    | 1'58"48     |
| 1500 m                 | Sarah McDonald     | 4'07"18     | Melissa Courtney     | 4'07"55     | Claudia Bobocea   | 4'08"64     |
| 5000 m                 | Vivian Cheruiyot   | 15'12"79    | Mercy Cherono        | 15'12"85    | Janet Kisa        | 15'19"48    |
| 100 m ostacoli         | Kendra Harrison    | 12"46       | Brianna Rollins      | 12"57       | Kristi Castlin    | 12"75       |
| 400 m ostacoli         | Cassandra Tate     | 54"57       | Eilidh Doyle         | 54"57       | Georganne Moline  | 54"63       |
| Salto con l'asta       | Yarisley Silva     | 4.84 m DLR  | Aikaterinī Stefanidī | 4.77 m      | Nicole Büchler    | 4.77 m      |
| Salto triplo           | Ol'ga Rypakova     | 14.61 m     | Caterine Ibargüen    | 14.56 m     | Ol'ha Saladucha   | 14.40 m     |
| Getto del peso         | Tia Brooks         | 19.73 m     | Valerie Adams        | 19.63 m     | Cleopatra Borel   | 18.78 m     |
| Lancio del giavellotto | Madara Palameika   | 65.68 m     | Kathryn Mitchell     | 63.93 m     | Linda Stahl       | 61.62 m     |

     Atlete al primo posto della classifica di specialità
     Prestazione che stabilisce il nuovo record del meeting.